# 于西尼-戈德布朗日
于西尼-戈德布朗日（法語：Hussigny-Godbrange，法語發音：[ysiɲi ɡɔdbʁɑ̃ʒ]）是法国默尔特-摩泽尔省的一个市镇，位于该省北部，属于布里埃区。该市镇于1810年由原市镇于西尼（Hussigny）和戈德布朗日（Godbrange）合并而成。

## 地理
于西尼-戈德布朗日（49°29'34"N, 5°52'27"E）面积15.37 平方千米，位于法国大東部大區默尔特-摩泽尔省，该省份为法国东北部内陆省份，是洛林的一部分，北邻比利时、卢森堡，北起顺时针与摩泽尔省、下莱茵省、孚日省和默兹省接壤。
与于西尼-戈德布朗日接壤的市镇（或旧市镇、城区）包括：迪弗當日、雷当日、欧库尔-穆莱讷、埃尔瑟朗日、索讷、蒂勒、蒂耶尔瑟莱、维莱拉蒙塔涅。

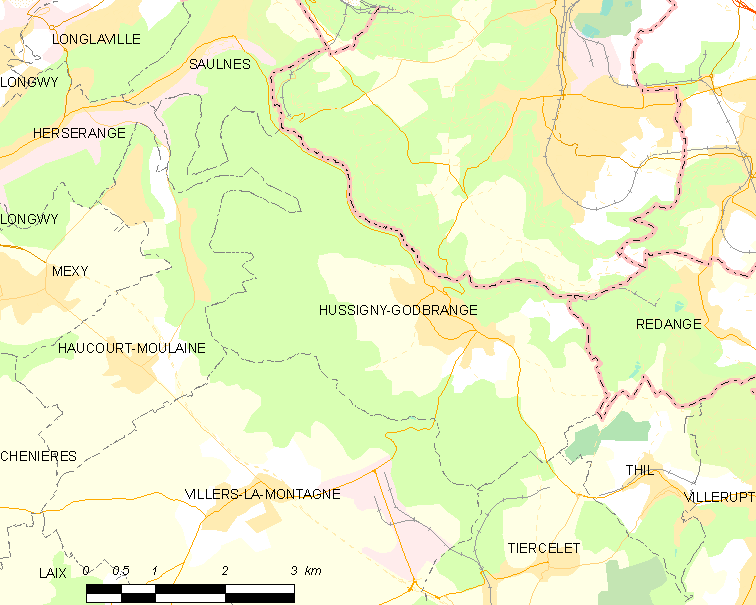
于西尼-戈德布朗日的OSM定位图

于西尼-戈德布朗日的时区为UTC+01:00、UTC+02:00（夏令时）。

## 行政
于西尼-戈德布朗日的邮政编码为54590，INSEE市镇编码为54270。

## 政治
于西尼-戈德布朗日所属的省级选区为维勒吕县。

## 人口

1962-2008年间于西尼-戈德布朗日人口变化图示

于西尼-戈德布朗日于2022年1月1日时的人口数量为3921人。